# LEP Pre-Injector

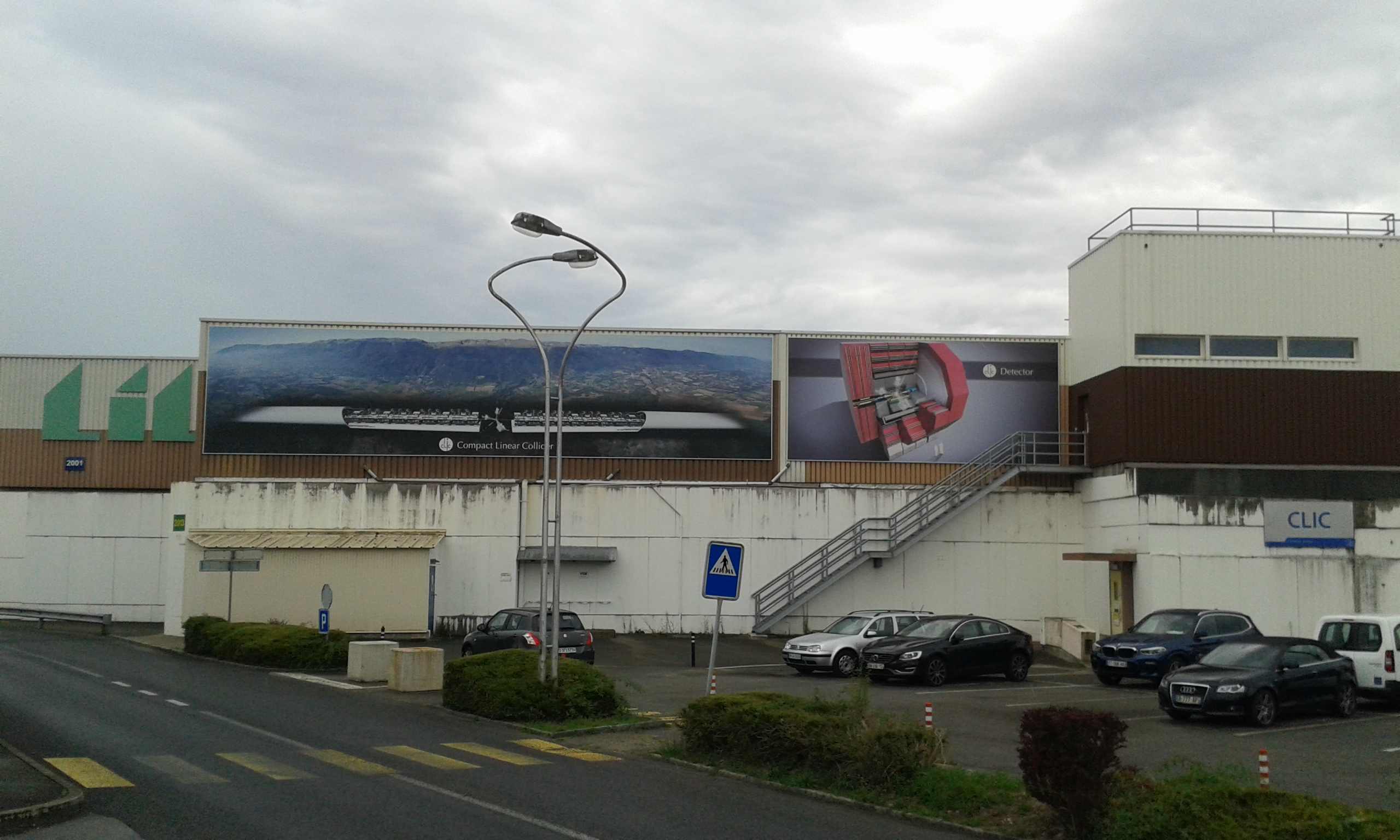
Das Gebäude des LEP Injector Linac (LIL), welches anschließend die CLIC Test Facility beherbergte. Links im Bild ist das grüne LIL Logo erkennbar.

Der LEP Pre-Injector (LPI) war der Ausgangspunkt für Elektronen und Positronen im Beschleunigerkomplex für den Large Electron-Positron Collider (LEP), welcher von 1989 bis 2000 am CERN in Betrieb war.
Die Anlage umfasste den LEP Injector Linac (LIL), bestehend aus LIL V und LIL W, sowie den Electron Positron Accumulator (EPA).

## Geschichte
Der Spatenstich für den Large Electron-Positron Collider erfolgte im September 1983, das Design für seine Injektionsinfrastruktur, also für den LEP Pre-Injector (LPI), wurde erst 1984 fertig gestellt.
Die Vorbereitungen und der Bau wurden in enger Partnerschaft mit Laboratoire de l'accélérateur linéaire (LAL) in Orsay, Frankreich, durchgeführt. Die Erfahrung und Expertise des LAL war von besonderer Bedeutung für die Konstruktion, da am CERN vor diesem Zeitpunkt noch keine Elektronen-/Positronbeschleuniger in Betrieb gewesen waren.
Der erste Elektronenstrahl mit einer Energie von 80 keV wurde am 23. Mai 1985 produziert.
Ab Juli 1986 injizierte LIL erstmals Elektronen mit einer Energie von 500 MeV in den Electron Positron Accumulator, kurz darauf erreichte dieser die angestrebte Intensität für Elektronen. Dasselbe wurde im April 1987 für Positronen erreicht.
In den darauf folgenden Jahren wurde das Beschleunigersystem in Betrieb genommen, getestet und optimiert. Die Elektronen- und Positronenstrahlen wurden Schritt für Schritt durch die verschiedenen Beschleunigersysteme gefädelt: Nach LIL und EPA folgten das Proton Synchrotron (PS) und das Super Proton Synchrotron (SPS), worauf die Teilchen schließlich den LEP Ring erreichten. Dies wurde am 14. Juli 1989 – einen Tag früher als ursprünglich geplant – zum ersten Mal erfolgreich durchgeführt. Am 13. August wurden die Teilchen erstmals zum Kollidieren gebracht und am 20. September fingen die ersten Experimente am LEP an, Daten der Kollisionen aufzunehmen.
Von 1989 bis zur Außerbetriebnahme des Large Electron-Positron Collider am 7. November 2000 fungierte der LPI als dessen Elektronen- und Positronenquelle. Darüber hinaus wurde der LPI bis April 2001 für andere Experimente (siehe Abschnitt unten) betrieben. Kurz darauf wurde der LPI zur CLIC Test Facility 3 (CTF3) umgebaut. Dort wurden bis Ende 2016 vorbereitende Tests und Experimente für den zukünftigen Compact Linear Collider (CLIC) durchgeführt.
Ab 2017 wurde die Anlage zum CERN Linear Electron Accelerator for Research (CLEAR) umgebaut.

## Betrieb

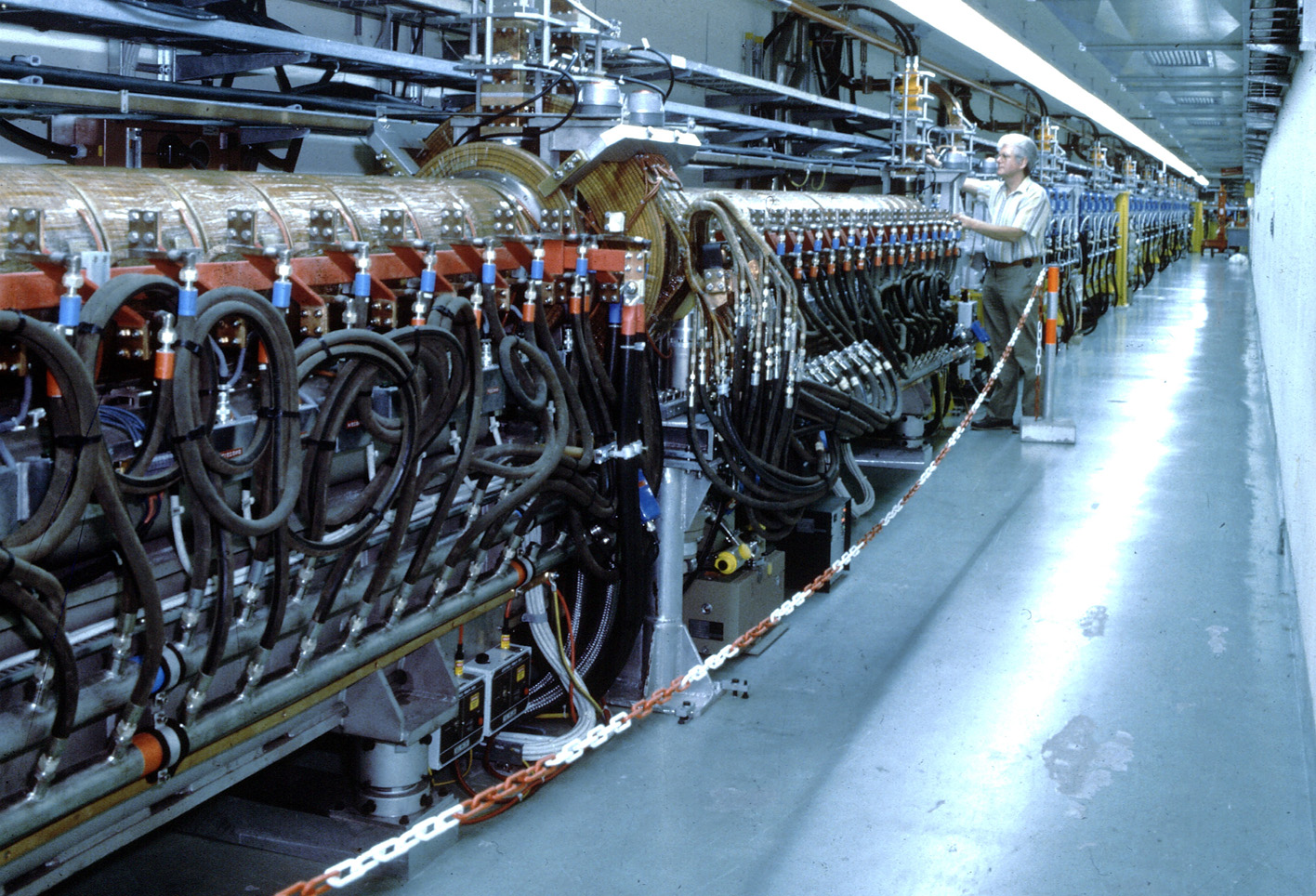
LEP Injector Linac (LIL)
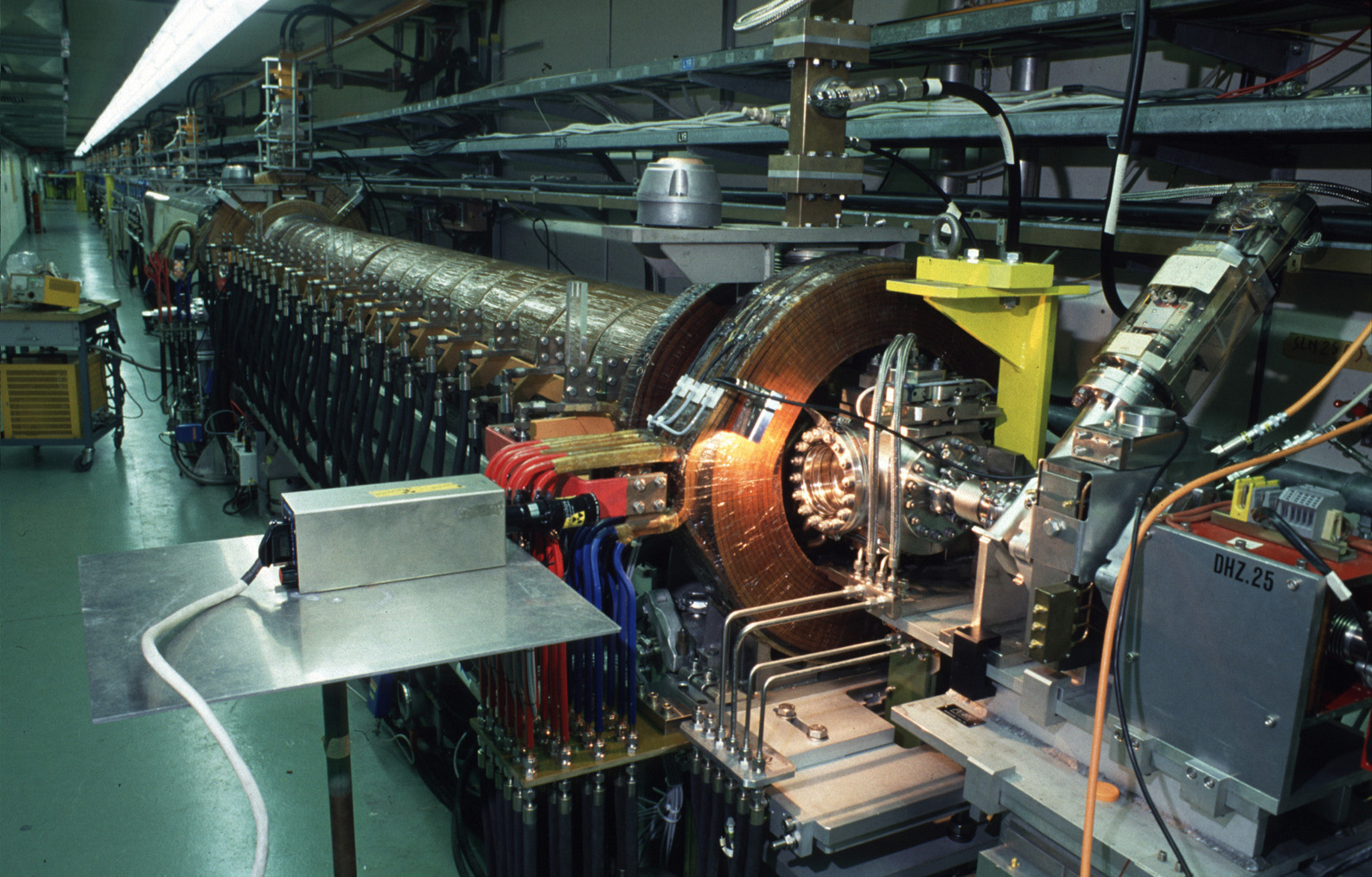
LIL W und der Elektron-Positron Umwandler
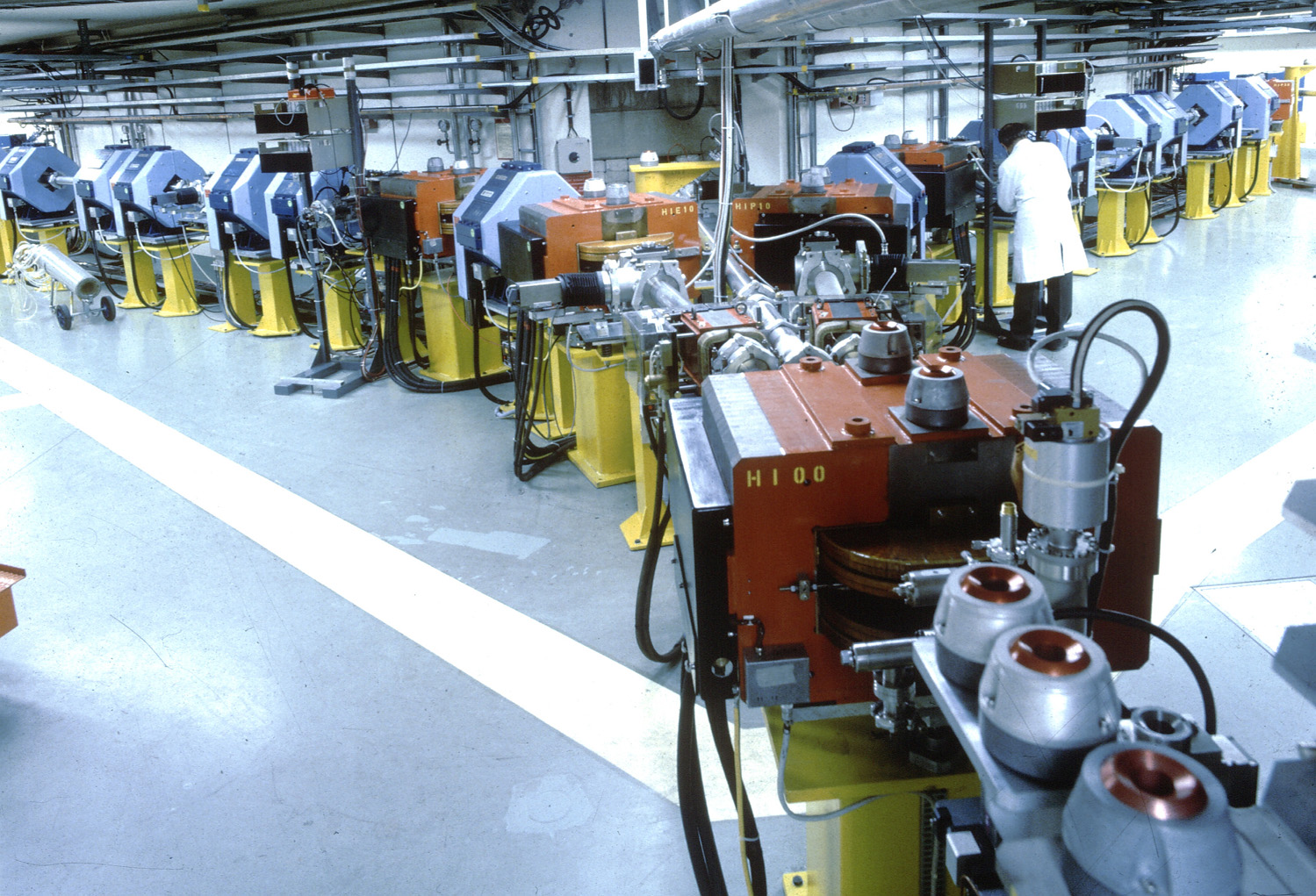
Electron Positron Accumulator (EPA)

Der LPI bestand aus dem LEP Injector Linac (LIL), welcher wiederum die zwei Teile LIL V und LIL W umfasste, sowie dem Electron Positron Accumulator (EPA).
LIL wurde aus zwei Linearbeschleunigern, welche hintereinander im Tandem angeordnet waren, gebildet und hatte eine Länge von etwa 100 Metern. Am Anfangspunkt der Anlage, im LIL V, wurden Elektronen mit einer Energie von 80 keV mit Hilfe einer Glühkathode erzeugt. Anschließend beschleunigte LIL V hohe Ströme dieser Elektronen auf eine Energie von etwa 200 MeV. Diese wurden entweder weiter beschleunigt oder zur Erzeugung von Positronen verwendet. Zu Beginn von LIL W, direkt auf LIL V folgend, wurden die Elektronen auf ein Wolframtarget geschossen, wodurch Positronen entstanden. Darauf folgend konnten in LIL W sowohl Elektronen als auch Positronen auf 500 MeV beschleunigt werden. Anfänglich war geplant gewesen, mit LIL W Energien bis zu 600 MeV zu erreichen. Es stellte sich jedoch im Laufe der ersten Monate heraus, dass 500 MeV ausreichten und einen deutlich stabileren Betrieb gewährleisten konnten.
LIL bestand aus sogenannten S-Band Linacs, welche die Elektronen und Positronen beschleunigten. Diese Linearbeschleuniger verwendeten Hohlraumresonatoren, welche durch ein gepulstes 35 MW-Klystron bei einer Frequenz von 3 GHz gespeist wurden.
Nachdem die Teilchen LIL durchlaufen hatten, wurden sie in das EPA eingebracht; dort liefen die Elektronen im Uhrzeigersinn um, die Positronen gegen den Uhrzeigersinn. Im EPA wurden beide Teilchensorten angesammelt, um eine ausreichende Strahlintensität zu erreichen und um die hohe Frequenz des LIL (100 Hz) an die des PS (etwa 0,8 Hz) anzupassen. Nachdem sie den EPA durchlaufen hatten, wurden die Teilchen an das PS und das SPS zur weiteren Beschleunigung geliefert, bevor sie ihr endgültiges Ziel, den LEP Ring, erreichten.
Der Umfang EPAs betrug 125,7 Meter, was genau einem Fünftel des Umfangs des PS entsprach.

## Andere Experimente
Die vom LPI bereitgestellten Elektronen und Positronen wurden nicht nur vom LEP, sondern auch von anderen Experimenten und Testaufbauten, welche direkt an das LPI-Gebäude angebunden waren, genutzt.
Das erste Experiment dieser Art war das Hippodrome Single Electron (HSE) Experiment. Die L3 Kollaboration hatte die Produktion einzelner Elektronen im März 1988 in Auftrag gegeben. Zum Ende des Jahres 1988 war der Aufbau in Betrieb und wurde zur präzisen Kalibrierung des L3-Detektors genutzt, welcher kurz darauf als eines der vier LEP-Experimente installiert werden sollte.
Jene Teilchen, welche von LIL kommend nicht in den EPA gelenkt wurden, wurden geradeaus in die LIL Experimental Area (LEA) geleitet. Die dort ankommenden Elektronen wurden im Laufe der Jahre für viele verschiedene Anwendungen genutzt, hauptsächlich jedoch zum Testen und Vorbereiten der Detektoren von LEP und später des LHC. Beispielsweise wurden 2001 im Zuge der Vorbereitungen für den LHC die Lichtwellenleiter in einem der CMS-Kalorimeter getestet.
Zusätzlich nutzten die zwei Synchrotron Light Facilities SLF 92 and SLF 42 die Synchrotronstrahlung, welche von den im EPA kreisenden Elektronen emittiert wurde. Bis Anfang 2001 untersuchte das COLDEX-Experiment an der SLF 92 die Auswirkungen von Synchrotronstrahlung auf die Vakuumkammern des LHC. SLF 42 wurde für Forschung an Getterstreifen genutzt, welche für den Einsatz in den Vakuumkammern des LHC vorbereitet wurden.
Den letzten experimentellen Erfolg des LPI stellte das PARRNe Experiment dar: Die Elektronen vom LPI erzeugten Gammastrahlen, welche zur Produktion neutronenreicher radioaktiver Krypton- und Xenonatome verwendet wurden.